# MEE
MEE（みいくん、本名：立川 稔、1963年6月24日 - ）は、いわゆる「猫耳」ジャンルの作品で知られる日本の漫画家。男性。福岡県柳川市出身。
作中、しばしばバイク・刀剣・武術などへの言及が見られる。

## 作品リスト

### 単行本
- 『WAR SIDE GAME フリータイム』白夜書房, 1987年.
- 『ラックマスター』白夜書房, 1989年.
- 『燃えよ鉄人』（全4巻）ワニマガジン社, 1989—1990年.
- 『ひろみちゃん奮戦記』（全4巻）富士美出版, 1990—1995年.
  - 愛蔵版（プラザcomix版, 全4巻）蒼竜社, 1998年
  - 『ひろみ♡ノンストップ!』フランス書院, 1992年.
  - 『ひろみちゃん奮戦記 高校時代』フロム出版, 2005年.
- 『気になるお隣さん』ワニマガジン社, 1991年.
- 『小鉄の大冒険』（9巻〈未完〉）1992—2001年.
- 『MEEくん少女隊』ワニマガジン社, 1994年.
- 『はいぱーぽりす』（全10巻）角川書店, 1994—2004年.
- 『シュミの小部屋』富士美出版, 2000年.
- 『げっちゅ☆』富士美出版, 2003年.
- 『正義のみかた』ワニマガジン社, 2003年.
- 『東京バトル』（原作：成田洋, 全4巻）ジャイブ, 2004—2006年.
- 『おしごとしましょ』オークス, 2009年.

### 単行本未収録
- 「トレジャーハンター楓: 栄華の碑」（前後編; 『週刊ヤングマガジン』2000年51号, 52号）
- 「天王寺副部長のゆーうつ」
- 「彼女の事情」（『メンズヤング』2007年11月号)
- 「噂の彼女」（『メンズヤング』2008年4月号)

### アンソロジー参加
- 『クイーンズブレイド 流浪の戦士 コミックアラカルト』1, ホビージャパン, 2009年.

### 同人誌
サークル名は「まるみ屋」
- 『こころのともちび』Vol.1（1993年冬）, Vol.2（1994年夏）, Vol.3（1999年12月）, Vol.4（2000年8月）, Vol.5（2000年12月）
- 『こころのともちび でぢたる』（CD-ROM）Vol.1（1999年12月）, Vol.2（2000年8月）, Vol.3（2000年12月）